# Ivan Goebkin

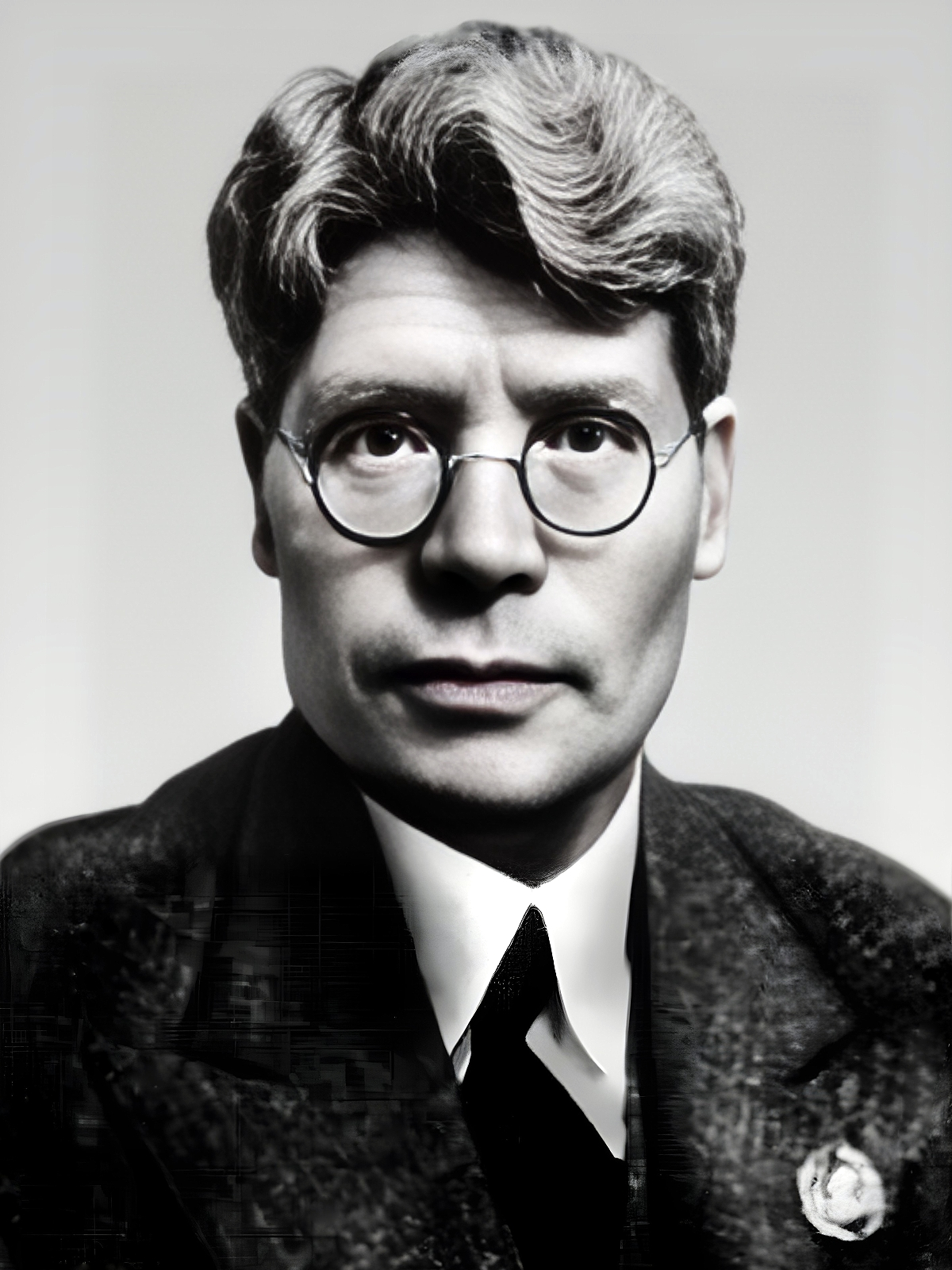
Ivan Goebkin in 1937

Ivan Michailovitsj Goebkin (Russisch: Иван Михайлович Губкин) (Pozdnjakovo, oblast Nizjni Novgorod, 21 september [O.S. 9 september] 1871 – Moskou, 21 april 1939) was een Sovjet-Russisch geoloog. Hij was de stichter van de olieindustrie van de Sovjet-Unie. Vanaf 1929 was hij lid van de Sovjetacademie van Wetenschappen en van 1936 tot 1939 was hij vicepresident van de Sovjet-Unie. Vanaf 1921 was hij lid van de CPSU.
Van 1920 tot 1925 leidde hij de studies naar de Magnetische anomalie van Koersk (het grootste ijzerertsveld van de Sovjet-Unie).
In zijn werk Studie over olie (Учение о нефти) uit 1932 beschreef hij onder andere de basisvoorwaarden voor een theorie over het ontstaan van aardolie en de voorwaarden voor de vorming van olievoorraden. Hij stelde een ontwerp op voor "een Tweede Bakoe". In zijn werk loste hij een aantal belangrijke problemen met betrekking tot olie-geologie op. Zo introduceerde hij een nieuwe methode voor het maken van kaarten van het reliëf van ondergrondse oliehoudende lagen, die wereldwijd werden gebruikt en beschreef hij voor de eerste keer de armvormige typen olielagen, die in Amerika later bekend werden onder de naam 'shoestring deposits' (schoenvetervoorraden). Hij maakte gebruik van de stratigrafie van oude olielagen en zette wetenschappers ertoe aan om de oerkusten te bestuderen.
Door zijn werk werden vele nieuwe olievoorraden ontdekt. Hij werkte mee aan de oplossing van industriële ontwikkelingsproblemen in het Oeralgebied, West-Siberië, het Verre Oosten en in Transkaukasië. Ook beschreef hij de wetten met betrekking tot het voorkomen en de oorsprong van moddervulkanen, waarmee de industriële waarde van olievelden beter kon worden ingeschat.
Naar hem werden de Russische Universiteit voor Olie en Gas in Moskou (die door hem werd gesticht), een prijs van de Russische Academie van Wetenschappen en de stad Goebkin in de oblast Belgorod en de stad Goebkinski in het autonome district Jamalië vernoemd.